# Louis-Martin de Courten
Louis-Martin graaf de Courten (Sierre, 11 november 1835 - Nancy, 4 maart 1937) was een Zwitsers militair en commandant van de Zwitserse Garde.

## Biografie

### Afkomst en opleiding
Louis de Courten was een zoon van Louis de Courten. In 1886 huwde hij in Pont-à-Mousson met Anne de Turmel. Hij liep school aan het college van Sion.

### Vaticaan
In 1854 ging de Courten in dienst bij de Heilige Stoel. Hij was kapitein toen in 1870 de Pauselijke Zoeaven werden opgeheven. Vervolgens keerde hij terug naar Wallis, waar hij van 1877 tot 1878 prefect was van het district Sierre. Hij was secretaris en van 1873 tot 1878 gemeenteraadslid van Sierre. In 1878 werd hij door paus Leo XIII benoemd tot kolonel van de Zwitserse Garde. Hij bleef in dienst tot 1901. Nadien vestigde hij zich in Nancy, maar van 1918 tot 1930 reisde hij nog geregeld naar Wallis. Hoewel hij het Verdrag van Lateranen van 1929 beschouwde als een ontkenning van zijn militaire inzet, twijfelde hij nooit aan zijn loyaliteit aan de paus en aan zijn geloof.

## Onderscheidingen
- Vaticaanstad: Grootkruis in de Orde van Pius

- Bibliothèque nationale de France: cb16194381n (data)
- Gemeinsame Normdatei: 1076807615
- Historisch woordenboek van Zwitserland: 023454
- International Standard Name Identifier: 0000 0004 5096 1803
- Virtual International Authority File: 316737480
- WorldCat: E39PBJmHPxhdCqhRCwJPyVXmVC